# تبسباست (آيت عيسى أو ابراهيم)
تبسباست هو دُوَّار يقع بجماعة تاغزوت ن آيت عطا، إقليم تنغير، جهة درعة تافيلالت في المملكة المغربية. من بين دواوير ايت إسفول الذين يشكلون مع ايت علوان خمس من آيت عطى. يقدر عدد سكانه بـ 888 نسمة حسب الإحصاء الرسمي للسكان والسكنى لسنة 2004.
الاسم "تابسباست" قد يكون مشتقًا من وجود شجرة كبيرة تُدعى "بسباست"، كانت قائمة بجانب مجرى مائي، حيث كان الرحّل يستريحون في الماضي تحت ظلها.

## روابط خارجية
- البوابة الوطنية للجماعات الترابية نسخة محفوظة 12 مارس 2018 على موقع واي باك مشين.
- المندوبية السامية للتخطيط